# Peter Carlsson (militär)
Lars Peter Stefan Carlsson, född 1953, är en svensk militär.
Peter Carlsson blev officer 1981, kapten vid Norra skånska regementet 1983, major 1986 och anställdes 1994 vid Skånska dragonbrigaden. Han blev överstelöjtnant 1998 och var 1999–2000 chef för Skånska dragonbrigaden.